# Running Tide
Running Tide est un voilier de compétition de classe 60' IOR construit en 1970.
Un dessin du cabinet d'architectes new-yorkais Sparkman & Stephens, construit en aluminium par le célèbre chantier hollandais Huisma à qui l'on doit de très belles unités à ce jour (rénovation d’Endeavour...).
Le 60' IOR Running Tide, commandé par le magnat new-yorkais Jackob Ibrandtsen gagna la Bermuda Race en 1970 ainsi que les régates du Southern Ocean Racing Circuit (SORC). 
En 1972, Ted Turner qui avait loué le bateau à son propriétaire, remporte, sur Running Tide la Old Boat Race.
La même année, Al Van Metre, impressionné par la puissance du bateau (12 nœuds au près sous génois), le rachète et, avec son fils Bau, gagne la Storm Trysail Cleans week et la Miami Palm Beach Race en 1973, la Nassau Cup en 1974 puis de nouveaux la Bermuda Race, toutes classes confondues. En 1979-1980 ils enlèvent encore la Bermuda Race.
Après 10 ans de bons et loyaux services, la famille Van Metre l'a reconverti en « course-croisière » pour visiter l'Europe.
Dans les années 1990, il est affrété aux Antilles pour faire du charter.
En 2002,le bateau est racheté par Eric Pol. Il navigue aujourd'hui entre le Languedoc et la Côte d'Azur.

## Palmarès
- 1970 : Southern Océan Racing Circuit (Jackob Ibrandtsen) et Bermuda Race (Jackob Ibrandtsen)
- 1971 : SORC (Jackob Ibrandtsen).
- 1972 : Old Boat Race - Classe A (Ted Turner)
- 1973 : Storm Trysail Cleans Week (Al Van Metre) et Miami Palm Beach Race (Al Van Metre)
- 1974 : Nassau Cup (Al Van Metre) et Bermuda Race - Toutes Classes (Al Van Metre)
- 1979 : Bermuda Race (Al Van Metre)
- 1980 : Bermuda Race (Al Van Metre)

## Caractéristiques
- Architectes : Sparkman & Stephens, Matériel : aluminium, gréement : Rod
- Aménagement : 1 cabine double, 1 cabine simple, 9 couchettes simples, nb passagers 10-16